# Anja Ringgren Lovén
Anja Ringgren Lovén (født 1978 i Frederikshavn) er grundlægger og stifter af nødhjælpsorganisationen Land of Hope (tidl. DINNødhjælp), der siden 2012 har kæmpet for at redde børn, der er anklaget for at være hekse i Nigeria. 
Lovén blev kendt i 2016, da et billede fra en af hendes redningsaktioner af heksebørn gik viralt. På billedet sidder Anja på hug foran en lille nøgen og udsultet dreng, som hun giver vand med sin vandflaske. Anja tog efterfølgende drengen med til sit børnecenter i Nigeria, hvor han mirakuløst overlevede. Hun gav ham navnet Hope, og redningsaktionen blev en vigtig katalysator i Lovéns kamp for at fortælle resten af verden om heksebørn og den overtro, der hersker i Nigeria.

## Karriere
Hun blev student fra Frederikshavn Gymnasium og HF i 1998. Efter gymnasiet rejste Lovén med sin tvillingesøster til Israel i Kibbutz og brugte de følgende par år på at rejse rundt i Mellemøsten. I 2001 blev hun uddannet som stewardesse ved Maersk Air, men et halvt år efter sagde Lovén sit job op for at passe sin mor, der blev erklæret terminal med lungekræft. Efter sin mors død flyttede Lovén i 2002 først til Aalborg og nogle år senere til Aarhus, hvor hun fik arbejde i en tøjbutik i Bruuns Galleri. Senere blev hun butikschef i Butler-Loftet.[kilde mangler]
I 2009 rejste hun tre måneder til Malawi som observatør for Folkekirkens Nødhjælp. Da hun kom hjem, begyndte hun at samle penge ind til et skolerenoveringsprojekt i Tanzania, hvor hun rejste til på egen hånd. I 2012 stiftede hun DINNødhjælp, mens hun arbejdede som sælger i tøjbutikken RAW i Aarhus. Året efter sagde hun sit arbejde op og solgte alt, hvad hun ejede for at forfølge sin drøm om at redde de såkaldte ’heksebørn’ i Nigeria, som bliver anklaget for at være hekse og udstødt eller tortureret ihjel på grund af den udbredte overtro i Nigeria.
For at kunne åbne et børnehjem i Nigeria stiftede Lovén og den nigerianske advokatstuderende David Emmanuel Umem i 2014 Land of Hopes søsterorganisationen African Children’s Aid, Education and Development Foundation (ACAEDF).
I 2015 køber Lovén og Umem et stort stykke jord i staten Akwa Ibom i Nigeria, hvor de med hjælp fra Ingeniører uden Grænser byggede børnecenteret Land of Hope med blandt andet et børnehospital og en entreprenørskole. Land of Hope er et indhegnet og overvåget område på tre hektar med plads til 100 børn, som skal skabe trygge og kærlige rammer for børnene og samtidig fungere som en vigtig brik i bekæmpelsen af overtroen i landet.
Lovén arbejder og bor skiftevis i Danmark og i Nigeria, hvor hun administrerer og leder Land of Hope sammen med Umem.
Lovén har siden 2014 holdt foredrag om, hvad det vil sige at sælge alt hvad man ejer for at forfølge sin drøm. I foredragene fortæller hun blandt andet også om livet på børnecenteret Land of Hope og om, hvordan man kommer overtroen i Nigeria til livs. Hun er i dag en af Danmarks mest bookede foredragsholdere.

## Privat
Anja Ringgren Lovén er født og opvokset i Frederikshavn. 
Privat danner Anja par med David Emmanuel Umem, og sammen har de sønnen David Jr., der blev født 13. august 2014.

## Dokumentarer og interviews
Lovén har medvirket i adskillige dokumentarfilm vedrørende sit arbejde i Nigeria. Her i blandt danske dokumentarer som: ”Helvedes Helte” (DR2), ”En dansker redder verden – Anja Ringgren Lovén” (DR)", ”Anja og Heksebørnene” (DR2) og ”Anjas Afrika” (DR). Derudover medvirkede hun i 2018 i den tyske dokumentar: ”Hexenkinder in Nigeria: Diese Heldin rettet ihnen das leben”.

## Priser og nomineringer
Lovén har i forbindelse med sit arbejde i Nigeria modtaget en lang række priser: 
- Lifeguard Prize 2018,[kilde mangler]
- Hope Award 2017,[16]
- The World's Most Inspiring Person 2016 i OOOM Magazine,[17]
- Niels Ebbesen Medalje 2016,[18]
- Volunteer of the Year - The Children's Town Prize 2016,[kilde mangler]
- Paul Harris Fellow Medal 2017.[19]

Desuden har Lovén været nomineret til både Årets Dansker 2017 og Nordjyske Initiativpris 2015.
Lovéns arbejde i Nigeria blev anerkendt af Dalai Lama, der inviterede Lovén til Indien for personligt at takke og anerkende det arbejde, hun udfører i Nigeria. Mødet blev sendt i dokumentaren ”Anjas børnehjem” på DR2 den 23. april 2018.